# Marktführer
Der Marktführer (englisch market leader) ist in der volks- und betriebswirtschaftlichen Analyse, insbesondere der Wettbewerbstheorie und Marketinglehre ein Unternehmen, das auf einem relevanten Markt unter allen Marktteilnehmern den größten Marktanteil am Marktvolumen oder der abgesetzten Menge (Stückzahlen) auf sich vereinigt. Auf Makroebene spricht man von einem Weltmarktführer.
Das Ziel einer Marktführerschaft ist ein wesentlicher Bestandteil der Wettbewerbsstrategie. Der Marktführer kann Orientierungsmaßstab für die Wettbewerber sein, indem er den Marktpreis oder andere Marktdaten (Produktqualität, Kundendienst, Lieferzeit, Produktgarantien) früher als sie verändert. Damit setzt er Aktionsparameter ein, und die anderen Wettbewerber können hierauf nur – wenn überhaupt – mit Reaktionsparametern reagieren. Das Ranking auf einem Markt (englisch league table) stellt häufig ein Statussymbol für die Unternehmen dar; die führenden Anbieter können dies in der Werbung nutzen, andere Wettbewerber gelten lediglich als „Mitläufer“. So hat das Ziel, die Nummer eins auf dem Weltmarkt für Automobilhersteller zu werden, für einige Konzerne höchste Priorität. Hier führte 2014 nach Umsätzen Toyota, gefolgt von Volkswagen und General Motors. Das gilt auch für die Automobilzulieferer, wo Continental AG und Robert Bosch GmbH die Marktführer sind.

## Arten
Man unterscheidet zwischen quantitativer und qualitativer Marktführerschaft. Letztere besteht aus allen übrigen Kriterien und führt zur Technologie-, Qualitäts- oder Markenführerschaft. Da quantitative Daten wie der Marktanteil objektive Messzahlen darstellen und am leichtesten erhoben werden können, ist die quantitative Marktführerschaft die am häufigsten erwähnte. Der größte Teil der mittelständischen Welt- und Europamarktführer legt quantitative Kriterien bei der Bestimmung seiner Marktführerschaft zugrunde: 72,6 % sind wertmäßiger, 46,6 % sind mengenmäßiger Marktführer. Bei der quantitativen Marktführerschaft wird der absolute Marktanteil (Anteil eines Unternehmens am gesamten Marktvolumen) und der relative Marktanteil unterschieden. Letzterer setzt den Unternehmensumsatz in Bezug zum Umsatz bzw. der Absatzmenge des größten Wettbewerbers der Branche. Mit einem Wert des relativen Marktanteils von über 1 ist man Marktführer.
Je nach Ausdehnung gibt es folgende Marktformen:
| Marktbezeichnung | Wirtschaftsraum                     | Marktpreis       | volkswirtschaftliche Ebene |
| ---------------- | ----------------------------------- | ---------------- | -------------------------- |
| Wochenmarkt      | innerhalb einer Region              | Verkaufspreis    | Mikrodaten                 |
| Binnenmarkt      | innerhalb eines Staates             | Binnenmarktpreis | Mesodaten                  |
| Binnenmarkt      | innerhalb einer Staatengemeinschaft | Binnenmarktpreis | Mesodaten                  |
| Weltmarkt        | die gesamte Welt umfassend          | Weltmarktpreis   | Makrodaten                 |

Die Aggregation der Marktdaten (insbesondere Marktvolumen) führt vom lokalisierbaren Wochenmarkt über den Binnenmarkt zur Makroebene des gedachten, nicht lokalisierbaren Weltmarktes. Auf den Weltmärkten gibt es Weltmarktführer.

## Wirtschaftliche Aspekte
Die Marktführerschaft ist auch abhängig von der Betriebsgröße. Je größer die Betriebsgröße, umso wahrscheinlicher wird für ein Unternehmen eine Marktführerschaft sein. Der Marktführer kann aufgrund seiner Betriebsgröße Economies of scale realisieren, er gilt unter seinen Kunden als Standard und kann ihnen gegenüber eher einen Lock-in-Effekt realisieren als andere Konkurrenten. Marktführer besitzen oft einen Kostenvorteil gegenüber ihren Konkurrenten, so dass die Economies of scale zumindest teilweise für die höhere Rentabilität der Marktführer verantwortlich sind.
Der Preiswettbewerb im deutschen Lebensmitteleinzelhandel zeigt, wie wichtig den Unternehmen Marktanteile sind. Cashcows sind durch ihren hohen Marktanteil häufig Marktführer. Mit einer Marktführerschaft geht meist auch Preisführerschaft, Qualitätsführerschaft oder Kostenführerschaft einher. Die Marktführerschaft erbringt wegen des hohen Marktanteils Kostensenkungspotenziale, die durch Lerneffekte, Know-how und größere Marktmacht möglich werden. Marktführer mit hohen Marktanteilen können jedoch am ehesten unter Marktanteilsverlusten leiden, weil die übrigen Wettbewerber bestrebt sind, Marktanteile zu Lasten der Konkurrenz hinzuzugewinnen.
Ab einem gewissen Ausmaß der Marktführerschaft kann wirksamer Wettbewerb spürbar behindert werden, was der Wettbewerbspolitik der Europäischen Gemeinschaft entgegensteht. Im deutschen Kartellrecht, genauer im Gesetz gegen Wettbewerbsbeschränkungen wird die Marktführerschaft nicht definiert, unter bestimmten Umständen wird sie jedoch als Indiz für Marktbeherrschung angenommen.